# Stari Dvor
Stari Dvor ('gamla palatset' på serbiska) är ett palats i centrala Belgrad. Det var det kungliga residenset för furstendömet Serbiens och senare Jugoslaviens kungafamilj, Obrenovićdynastin, 1882–1947. 
Numera fungerar slottsbyggnaden som Belgrads stadshus. Det ligger i hörnet av gatorna Kralja Milana och Dragoslava Jovanovića, mittemot Novi Dvor (Nya palatset).

## Historik

### Förhistoria

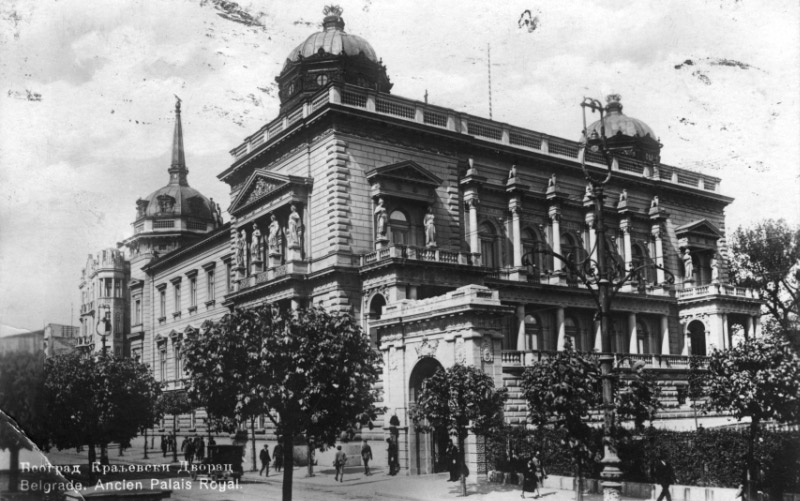
Gamla palatset, 1926.

Stojan Simić, politiker och affärsman, medlem av den inflytelserika Simić-familjen, känd under 1800-talets Serbien både i politik och kultur, köpte tomten i slutet av 1830-talet. Den var en del av de myrmarker som omslöt de moderna funktionerna i Gamla palatset, Pionjärparken och Aleksandrovparken. Simić dränerade kärret, fyllde och jämnade till terrängen och byggde 1840–1842 ett hus på norra sidan av den moderna Kralja Milana-gatan. Byggnaden blev känd som den gamla Konak. Etableringen av den första serbiska kungadynastin i området började 1843, när den regerande prinsen Alexander Karađorđević köpte konaken med den omgivande trädgården.
På 1850-talet byggdes ytterligare byggnader bredvid Gamla Konak, i norr, vilka i vardagsspråk kallades Mali dvor eller Mali konak ("Lilla palatset" eller "Lilla Konak"). När Obrenović-dynastin återställdes 1858 flyttade de in i husen. Som arvtagare använde prins Michael det lilla palatset. Palatsen var omgivna av hjälpbyggnader, tjänstebostäder, häststall med mera.

### Nytt palats
Den regerande fursten Miloš Obrenović, Michaels far, beslöt 1858 att bygga ett nytt palats åt sin son. Det byggdes intill slottets trädgård, i söder och på platsen för det moderna Novi Dvor, som blev känt som Dvor sa kulama ("palats med torn"). När han tillträdde tronen 1860, bestämde sig Michael för att använda den gamla Konak, medan en del av statsförvaltningen förlades i palatset med torn (utrikes- och inrikesministerier).
På initiativ av kung Milan I byggdes själva palatset mellan 1882 och 1884, enligt Aleksandar Bugarskis ritningar, enligt akademisk stil på 1800-talet, med avsikt att överträffa alla befintliga residens för de serbiska härskarna. För att bygga det nya palatset måste det lilla palatset först rivas. Tillsammans med det nya palatset byggdes Marshallbyggnaden (Maršalat) bakom det. Byggnaden uppgraderades 1922 och anpassades till den stora, halvcirkelformade byggnaden. Den gamla Konak, där Aleksandar och hans hustru, drottning Draga mördades under majkuppen 1903, revs 1904.
Ett antal viktiga händelser från tiden för Obrenović-dynastins politiska storhetstid är kopplade till det gamla palatset, som byggdes när Serbien utropades till ett kungarike. I samma byggnad abdikerade kung Milan till förmån för sin son, Aleksandar, den 22 februari 1889. Mellan 1903 och 1914 var det gamla palatset residens för Karadjordjević-dynastin.

### Världskrig och mellankrigstid

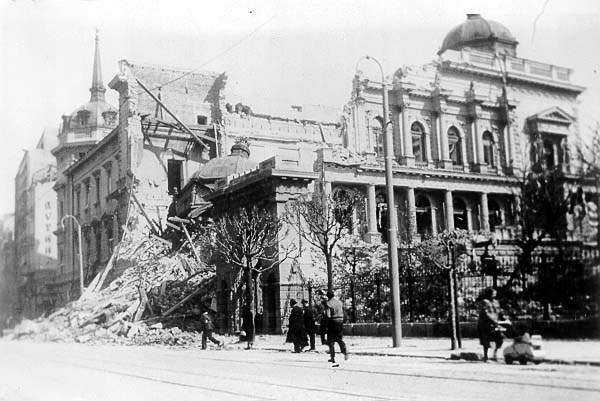
Gamla kungliga slottet efter tysk bombning 1941.

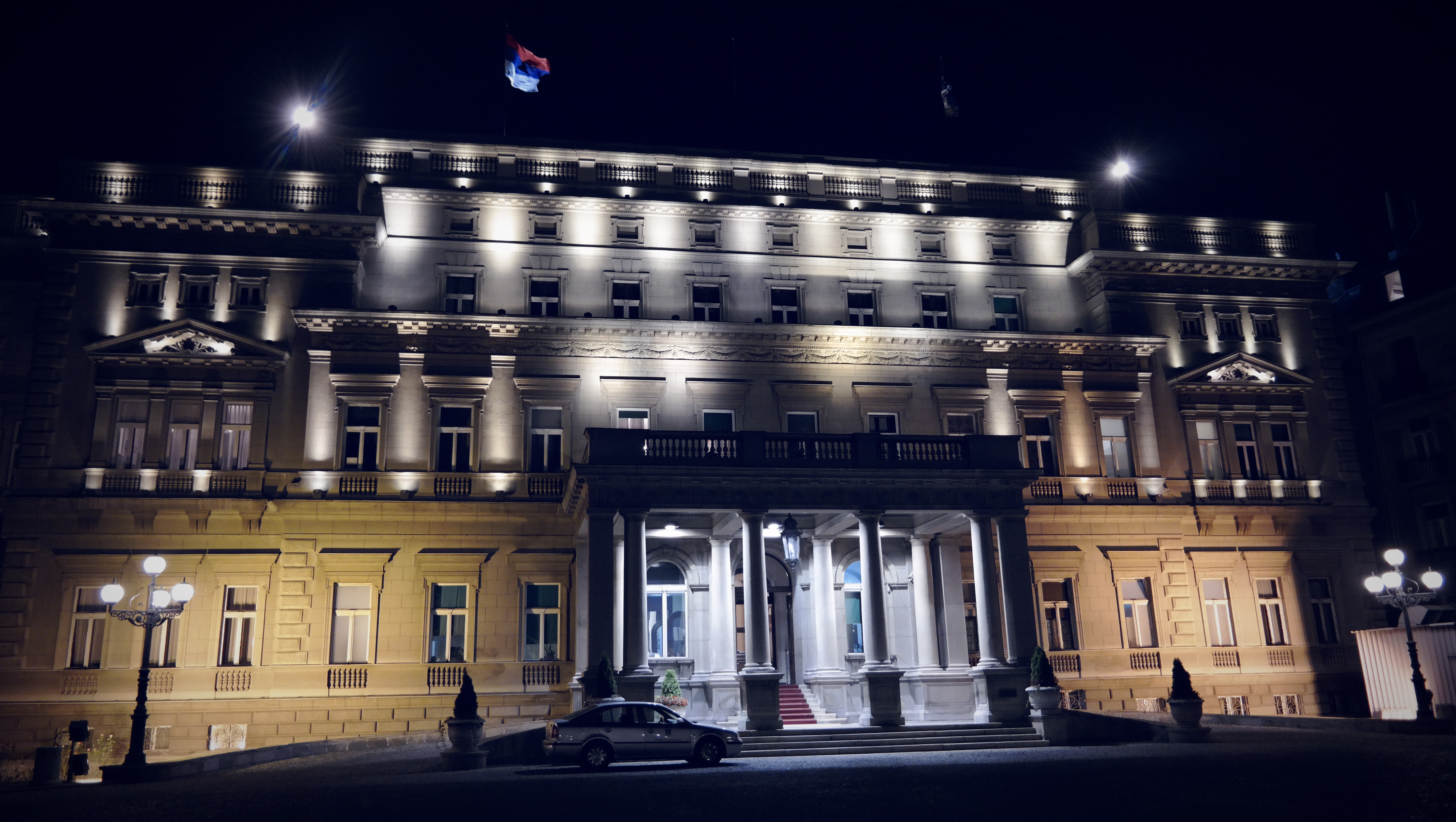
Stari dvor idag.

Palatset skadades under båda världskrigen. Efter första världskriget reparerades palatset, men den första viktiga restaureringen gjordes runt 1930. Komplexet och den kungliga trädgården kunde nås genom monumentala, dekorativa stenvalv med portar.
Åren 1919 och 1920 hölls möten i den provisoriska nationalförsamlingen där. Kungliga festligheter och mottagningar med utländska gäster ägde rum där fram till 1941. Det förblev det kungliga residenset till 1922 (kung Peter, 1903–1921, kung Alexander, 1921–1922), tills det angränsande Novi Dvor blev kungligt palats 1922. För att bygga Novi Dvor var palatset med tornen tvunget att rivas.
År 1922 anpassades Maršalat efter ritningar av arkitekten Momir Korunović. Hans utformning av den östra fasaden var mestadels slät, men den västra, som vetter mot hovet, var rikt dekorerad med ornament. Maršalat, inklusive domstolens ministerium och kunglig administration, tog upp den centrala delen av byggnaden, medan flyglarna hade lägenheter för kungliga gäster. Detta påskyndade bygget eftersom lägenheterna behövdes för gästerna vid det kungliga bröllopet mellan kung Alexander och Prinsessan Maria.
Under andra världskriget bombades och revs delvis palatset redan den första dagen av den tyska attacken, under bombningen av Belgrad den 6 april 1941. Tyska soldater tog ofta bilder framför den förstörda byggnaden. De första grupperna av arresterade judar sändes av tyskarna för att rensa spillrorna. Snart började återuppbyggnaden av huset, men denna var inte färdig förrän i oktober 1944 när staden befriades eftersom kupolen kvarstod i demolerat skick.

### Efter andra världskriget
Reparationen och omarbetningen av det gamla palatset efter andra världskriget varade fram till 1947. Under den perioden förändrades byggnadens arkitektur avsevärt. De två kupolerna mot trädgården och örnskulpturerna togs bort, medan fasaden mot nuvarande Bulevar kralja Aleksandra förändrades helt. Sedan dess har byggnaden inrymt nationalförsamlingens presidium, därefter den federala regeringen och sedan 1961 Belgrads stadsförsamling. Hjälpbyggnaderna revs efter 1945.
Det fanns förslag om att monumentet över kung Alexander I Obrenović, i slutet av 2004 placerat vid boulevarden som bär hans namn, skulle flyttas till platsen för den 1904 rivna gamla Konak, där han mördades.